# Hermann Hensmann
Hermann Hensmann (geboren am 6. März 1886; gestorben nach 1945) war ein deutscher Jurist, Amtsrichter und 1945 Landrat des Landkreises Sankt Goar.

## Leben
Zu dem Werdegang von Hensmann sind nur einzelne Daten belegbar. Nach einem Studium der Rechtswissenschaften und anschließendem Referendariat wohnte er 1923 als Assessor in Koblenz. Vor 1929 zum Amtsgerichtsrat ernannt, gehörte Hensmann weiterhin dem Amtsgericht Koblenz an. Um 1939/40 wohnte er in gleicher Stellung weiterhin in Koblenz. Zwischenzeitlich ließ sich Hensmann nach der Machtübernahme der Nationalsozialisten im März 1933 für die Kampffront Schwarz-Weiß-Rot als Kandidat für die Liste der Landtags-Wahlvorschläge für den Wahlkreis 3, Potsdam II aufstellen.
Nachdem Mitte März 1945 amerikanische Truppen den Landkreis Sankt Goar einnahmen und damit die Kampfhandlungen des Zweiten Weltkriegs hier ihr Ende fanden, setzte die amerikanische Militärregierung am 11. April 1945 den zwischenzeitlich in Sankt Goar wohnenden Amtsgerichtsrat Hermann Hensmann als Landrat dort ein. Er verblieb in diesem Amt, bis ihn der neue französischen Kreiskommandant am 7. Oktober 1945 als Landrat suspendierte.